# Polémos
Dans la mythologie grecque, Polémos ou Polémus (en grec ancien : Πόλεμος / Pólemos ; « guerre ») était un daimôn ; une personnification ou incarnation divine de la guerre. Aucune pratique cultuelle ou mythe n'est connue pour lui et, en tant que représentation abstraite, il figure principalement comme allégorie, apparaissant dans des pièces de théâtre ou dans les discours philosophiques. Son équivalent romain était Bellum.

## Famille et associés
Pindare dit que Polémos est le père d'Alala, déesse du cri de guerre. Selon Quintus de Smyrne, Polémos était le frère de la déesse de la guerre Ényo. 
D'autres personnifications grecques de la guerre et du champ de bataille incluent Arès, Éris, les Makhai, les Hysminai, les Androktasiai, les Phonoi et les Kères.

## Littérature

### Ésope
Dans la fable d'Ésope de "La guerre et sa mariée", racontée par Babrius et numérotée 367 dans l'Index Perry, il est raconté comment Polémos a tiré Hubris (arrogance insolente) comme sa femme dans une loterie de mariage. Il l'aime depuis tellement qu'ils sont désormais inséparables. Par conséquent, avertit Babrius, "Que l'insolence ne vienne jamais parmi les nations ou les villes des hommes, trouvant grâce auprès de la foule, car après elle, la guerre sera à portée de main".

### Aristophane
Dans les Acharniens d' Aristophane, il est rapporté que Polémos est interdit de fêtes pour avoir brûlé des vignes, vidé le vin et perturbé le chant. Il s'oppose à Dicéopolis (« cité juste », « Justinet » dans la traduction de Victor-Henri Debidour), qui défend avec profit la paix et aspire au mariage avec Diallage (« Réconciliation »). Dionysos, dieu de la force vitale, utilise un pieu de vigne comme arme pour blesser le soldat Lamachos (« Labataille », trad. Debidour) pour l'avoir négligé en faveur de Polémos, mais dans l'ensemble Aristophane semble prôner un équilibre entre Dionysos et Polémos, puisque les intérêts de la polis sont servis parfois par la paix et d'autres fois par la guerre.
Polémos fait aussi une brève apparition parlante à la fin du prologue de la Paix d'Aristophane. Avec Kydoimos (Tumulte) comme homme de main, il a enterré Eiréné (la Paix) sous des pierres dans une grotte. Maintenant, il prononce un discours dans lequel il annonce qu'il va broyer toutes les villes de la Grèce dans un mortier, après les avoir tourmentées pendant dix ans. Cependant, une série de jeux de mots sur les noms des villes sape sa redoutable menace, donnant l'impression qu'il prépare un plat pour un festin. Ayant envoyé Kydoimos pour obtenir un pilon suffisant pour la tâche, il se retire dans la "maison de Zeus" et ne réapparaît pas, bien que son retour potentiel soit une menace tout au long de la pièce. Le scénario semble être une invention originale d'Aristophane,.

## Philosophie
Le philosophe présocratique Héraclite a décrit Polémos comme "à la fois le roi et le père de tous", avec la capacité de tout faire exister et d'anéantir. Pour Héraclite, Polémos "révèle les dieux d'une part et les humains d'autre part, fait des esclaves d'une main, des hommes libres de l'autre". Le fragment ne permet pas de savoir si Héraclite considérait Polémos comme une abstraction, un dieu ou une généralisation de la guerre, et cette ambiguïté est peut-être intentionnelle. Heidegger a interprété le Polémos d'Héraclite comme le principe de différenciation ou de "mise à part" (allemand Auseinandersetzung).

## Divers
- C'est de Polémos que vient les mots "polémique" en français et "polemica" en italien.